# Grand Prix Belgie 1962
Grand Prix Belgie 1962 (oficiálně XXII Grote Prijs van Belgie) se jela na okruhu Circuit de Spa-Francorchamps v Stavelotu v Belgii dne 17. června 1962. Závod byl třetím v pořadí v sezóně 1962 šampionátu Formule 1.

## Kvalifikace
| Poř. | No. | Jezdec                  | Konstruktér   | Čas    | Ztráta |
| ---- | --- | ----------------------- | ------------- | ------ | ------ |
| 1    | 1   | Graham Hill             | BRM           | 3:57.0 | —      |
| 2    | 25  | Bruce McLaren           | Cooper-Climax | 3:58.8 | +1.8   |
| 3    | 17  | Trevor Taylor           | Lotus-Climax  | 3:59.3 | +2.3   |
| 4    | 9   | Phil Hill               | Ferrari       | 3:59.6 | +2.6   |
| 5    | 20  | Innes Ireland           | Lotus-Climax  | 3:59.8 | +2.8   |
| 6    | 10  | Willy Mairesse          | Ferrari       | 3:59.8 | +2.8   |
| 7    | 12  | Ricardo Rodriguez       | Ferrari       | 4:01.0 | +4.0   |
| 8    | 21  | Masten Gregory          | Lotus-BRM     | 4:01.0 | +4.0   |
| 9    | 2   | Richie Ginther          | BRM           | 4:01.4 | +4.4   |
| 10   | 26  | Tony Maggs              | Cooper-Climax | 4:03.6 | +6.6   |
| 11   | 5   | John Surtees            | Lola-Climax   | 4:04.4 | +7.4   |
| 12   | 16  | Jim Clark               | Lotus-Climax  | 4:04.9 | +7.9   |
| 13   | 7   | Carel Godin de Beaufort | Porsche       | 4:07.7 | +10.7  |
| 14   | 11  | Giancarlo Baghetti      | Ferrari       | 4:08.0 | +11.0  |
| 15   | 15  | Jack Brabham            | Lotus-Climax  | 4:08.2 | +11.2  |
| 16   | 18  | Maurice Trintignant     | Lotus-Climax  | 4:09.2 | +12.2  |
| 17   | 22  | Jo Siffert              | Lotus-Climax  | 4:11.6 | +14.6  |
| 18   | 19  | Lucien Bianchi          | Lotus-Climax  | 4:18.0 | +21.0  |
| 19   | 4   | John Campbell-Jones     | Lotus-Climax  | 4:26.9 | +29.9  |
| 20   | 23  | Dan Gurney              | Lotus-BRM     | 6:42.2 | +165.2 |
| WD   | 3   | Tony Marsh              | BRM           | —      | —      |
| WD   | 4   | Gerry Ashmore           | BRM           | —      | —      |
| WD   | 8   | Heinz Schiller          | Porsche       | —      | —      |
| WD   | 24  | Jo Bonnier              | Porsche       | —      | —      |

## Závod
| Poř.   | No. | Jezdec                  | Konstruktér   | Počet kol | Čas/Odstoupení            | Pořadí na startu | Body |
| ------ | --- | ----------------------- | ------------- | --------- | ------------------------- | ---------------- | ---- |
| 1      | 16  | Jim Clark               | Lotus-Climax  | 32        | 2:07:32.3                 | 12               | 9    |
| 2      | 1   | Graham Hill             | BRM           | 32        | + 44.1                    | 1                | 6    |
| 3      | 9   | Phil Hill               | Ferrari       | 32        | + 2:06.5                  | 4                | 4    |
| 4      | 12  | Ricardo Rodriguez       | Ferrari       | 32        | + 2:06.6                  | 7                | 3    |
| 5      | 5   | John Surtees            | Lola-Climax   | 31        | + 1 kolo                  | 11               | 2    |
| 6      | 15  | Jack Brabham            | Lotus-Climax  | 30        | + 2 kola                  | 15               | 1    |
| 7      | 7   | Carel Godin de Beaufort | Porsche       | 30        | + 2 kola                  | 13               |      |
| 8      | 18  | Maurice Trintignant     | Lotus-Climax  | 30        | + 2 kola                  | 16               |      |
| 9      | 19  | Lucien Bianchi          | Lotus-Climax  | 29        | + 3 kola                  | 18               |      |
| 10     | 22  | Jo Siffert              | Lotus-Climax  | 29        | + 3 kola                  | 17               |      |
| 11     | 4   | John Campbell-Jones     | Lotus-Climax  | 16        | + 16 kol                  | 19               |      |
| Ret    | 17  | Trevor Taylor           | Lotus-Climax  | 25        | Nehoda                    | 3                |      |
| Ret    | 10  | Willy Mairesse          | Ferrari       | 25        | Nehoda                    | 6                |      |
| Ret    | 2   | Richie Ginther          | BRM           | 22        | Převodovka                | 9                |      |
| Ret    | 26  | Tony Maggs              | Cooper-Climax | 22        | Převodovka                | 10               |      |
| Ret    | 25  | Bruce McLaren           | Cooper-Climax | 19        | Ložisko                   | 2                |      |
| Ret    | 21  | Masten Gregory          | Lotus-BRM     | 13        | Odvolán                   | 8                |      |
| Ret    | 20  | Innes Ireland           | Lotus-Climax  | 8         | Zavěšení                  | 5                |      |
| Ret    | 11  | Giancarlo Baghetti      | Ferrari       | 3         | Zapalování                | 14               |      |
| DNS    | 23  | Dan Gurney              | Lotus-BRM     |           | Nevhodné vozidlo          |                  |      |
| WD     | 3   | Tony Marsh              | BRM           |           | Vozidlo nebylo připraveno |                  |      |
| WD     | 4   | Jackie Lewis            | BRM           |           |                           |                  |      |
| WD     | 4   | Gerry Ashmore           | BRM           |           |                           |                  |      |
| WD     | 6   | Roy Salvadori           | Lola-Climax   |           |                           |                  |      |
| WD     | 8   | Heinz Schiller          | Porsche       |           |                           |                  |      |
| WD     | 24  | Jo Bonnier              | Porsche       |           |                           |                  |      |
| Zdroj: |     |                         |               |           |                           |                  |      |

## Průběžné pořadí po závodě
Pohár jezdců
|        | Pořadí | Jezdec        | Body |
| ------ | ------ | ------------- | ---- |
|        | 1      | Graham Hill   | 16   |
|        | 2      | Phil Hill     | 14   |
| 11     | 3      | Jim Clark     | 9    |
| 1      | 4      | Bruce McLaren | 9    |
| 1      | 5      | Trevor Taylor | 6    |
| Zdroj: |        |               |      |

Pohár konstruktérů
|        | Pořadí | Konstruktér   | Body |
| ------ | ------ | ------------- | ---- |
| 1      | 1      | BRM           | 16   |
| 2      | 2      | Lotus-Climax  | 15   |
|        | 3      | Ferrari       | 14   |
| 3      | 4      | Cooper-Climax | 11   |
|        | 5      | Lola-Climax   | 5    |
| Zdroj: |        |               |      |